# Distretto di Memba
Il distretto di Memba è un distretto del Mozambico, facente parte della Provincia di Nampula.